# Ellsworth Vines
Henry Ellsworth Vines, Jr. (Los Angeles, 28 settembre 1911 – La Quinta, 17 marzo 1994) è stato un tennista statunitense.
Per quattro anni è stato al primo posto della classifica, una volta da solo, due volte con Fred Perry e l'ultima volta pari merito sia con Perry che con Don Budge.
Budge nel confrontare Vines con Fred Perry disse:
Anni dopo Don considerò Vines come il migliore giocatore di tutti i tempi nelle "sue giornate". Budge era stupito quando qualcuno non aveva sentito parlare di Vines che lui stesso considerava il campione degli anni trenta.
Per Jack Kramer Vines è stato insieme a Budge uno fra i due migliori giocatori di tutti i tempi. Budge venne considerato il migliore, secondo la biografia di Kramer del 1979, ma al massimo della forma Vines era semplicemente imbattibile per chiunque.

## Carriera
Nei tornei riservati agli amatori Ellsworth vinse tre tornei del Grande Slam, Wimbledon nel 1932 e gli U.S. National Championships nel biennio 1931-1932.

Passò tra i professionisti nel 1934 e fino al 1938 ha ottenuto il primo posto tra i professionisti (ma per due volte secondo al mondo, dietro a due amatori).

Nel 1934 e nel 1935 vinse quasi tutti i grandi titoli riservati ai professionisti: i due grandi tour annuali e i principali tornei come il Wembley Championship in entrambi gli anni, il Paris Indoor nel 1934, Southport Pro nel 1935 e il French Pro Championship nel 1935.

Dopo altri due anni come indiscusso campione tra i professionisti non aveva più bisogno di alcun torneo per rivendicare il titolo di numero uno, ha giocato e vinto per tre volte consecutive il tour annuale tra i professionisti, dal 1936 al 1938.

Nel 1939 perse la prima posizione per mano di Don Budge e in ottobre vinse il suo ultimo torneo, gli U.S. Pro Tennis Championships, prima di ritirarsi nel maggio successivo a causa di problemi fisici, della voglia di godersi la vita familiare e del suo desiderio di impegnarsi seriamente nel golf.
È stato inserito nella International Tennis Hall of Fame nel 1962.

## Finali del Grande Slam

### Vinte (3)
| Anno | Torneo                 | Avversario in finale | Risultato          |
| 1931 | U.S. Championships     | George Lott          | 7-9, 6-3, 9-7, 7-5 |
| 1932 | Wimbledon              | Bunny Austin         | 6-4, 6-2, 6-0      |
| 1932 | U.S. Championships (2) | Henri Cochet         | 6-4, 6-4, 6-4      |

### Perse (1)
| Anno | Torneo    | Avversario in finale | Risultato                |
| 1933 | Wimbledon | Jack Crawford        | 6-4, 9-11, 2-6, 6-2, 4-6 |